# Jerry Mail
 (novembre 2020).
Si vous disposez d'ouvrages ou d'articles de référence ou si vous connaissez des sites web de qualité traitant du thème abordé ici, merci de compléter l'article en donnant les références utiles à sa vérifiabilité et en les liant à la section « Notes et références ».
Jerry Mail est une série de bande dessinée d'aventure et d'action mettant en scène le cascadeur Jerry Mail dans toute une série d'enquêtes.
Son premier volume, dessinée par Joaquim Diaz, écrit par Yves Le Hir et colorisé par Stamb (alias Stéphane Stamboulis) est publié en 2000 par Soleil. Son second volume, réalisé par Diaz seul, paraît six ans plus tard.

## Synopsis
Cascadeur et animateur de spectacles, Jerry Mail est contacté par un certain Don Lucas qui le charge d'une mission : retrouver et ramener un coffre-fort moyennant une importante récompense. Au cours de ses péripéties pour mettre la main sur le fameux coffre, Jerry Mail croise la route de Delph, agent de la FLEA (Police fédérale) qui lui confirme l'appartenance à la mafia de Don Lucas, grand parrain du crime organisé. Jerry et Delph s'allieront pour mettre Don Luca hors d'état de nuire en prenant notamment d'assaut la forteresse du parrain de la mafia.
Dans A Time to Die un conflit oppose l'empire guerrier de la Zu Chon Rei à la pacifique Jatta. Les dirigeants de la planète Jatta décident de mettre à l'abri un des symboles de leur peuple, leur future princesse. Apprenant cela, la Zu CHon Rei décide d'engager un terroriste mercenaire, le Baron, qui met sur pied une équipe chargée de retrouver et liquider la future princesse. L'équipe comprend un certain D.J. Kobb au physique surhumain et ayant la capacité de générer des hologrammes, et M. Van Liemt, un milliardaire usant d'armes aussi sophistiquées que mortelles. De son côté la FLEA regroupe ses meilleurs agents, dont Jerry Mail dans une équipe spéciale chargée de protéger la princesse  : la Bad Company. L'affrontement est inévitable...

## Personnages & Institutions
Jerry Mail : Il est le héros de l'histoire. Cascadeur, ex joueur de rug-ball et ex-mari de l'actrice Vanessa Barr, il gagnait sa vie en organisant des spectacles avant d'être engagé par Don Lucas. Depuis lors (et après quelques péripéties) il travaille désormais pour la FLEA dont il a intégré l'équipe de choc, la Bad Company, pour protéger la future princesse de Jatta. Athlète aux performances hors du commun, manieur d'armes hors pair, vulgaire et assez imbu de sa personne, il est taillé pour ce boulot. 
Delphie : Agent de la FLEA, c'est elle qui recrute Jerry et lui fait intégrer la FLEA lors de l'affaire de Don Lucas. Contrairement à Jerry qui est plutôt dilettante, elle est un policière qui respecte les procédures. 
Dumby : Livreur sur Big City, Jerry et Delph font sa connaissance lors de l'affaire de Don Lucas. Il est maintenant inséparable de Jerry qu'il suit partout. Possède une force physique peu commune. 
Nasty : Ancienne de la bande à Karma, elle s'échappera de Big City grâce à Jerry. Ensemble ils collaboreront pour éliminer Don Lucas. 
Don Lucas : Ancien parrain de la mafia, il voulait devenir le parrain des parrains en récupérant le coffre de Napoleone Corsicone. Néanmoins Jerry et la FLEA contreront son projet et l'enverront derrière les barreaux.
Max : Garde du corps de Don Lucas. Capturé en même temps que son patron.
Karma : Sorte de magnat du crime de Big City, cette créature régnait en maître sur cette ville spatiale avant de croiser la route de Jerry. Sa bande est en bonne partie décimée par Jerry.
FLEA : Police fédérale terrienne, elle est chargée de coordonnée l'ensemble des forces de police par delà les galaxies. Assez ralentie par sa bureaucratie, elle dispose néanmoins de solides éléments qui savent faire parler la poudre quand le besoin s'en fait sentir.
D.J. "Kobb" Tadeusz : Combattant hors-pair, D.J. Kobb est un tueur engagé par le Baron pour défaire la Bad Company et tuer la future princesse de Jatta. Il est aussi fort que toute une armée et possède des capacités physiques surhumaines ainsi que la capacité de se répliquer en générant des hologrammes pour saturer l'ennemi.  
Simon Van Liemt : Milliardaire ayant fait fortune dans l'armement de pointe, à la tête de Van Liemt Industries (VLI) Mr. Van Liemt est un grand amateur de sensations fortes, ce qui explique qu'il accepte la mission que lui confie Baron : assassiner la future princesse de Jatta. Pour ce faire il peut user de ses armes ultra-sophistiquées comme des Murans ou une armure développées par son industrie personnelle.
Baron : Terroriste international vendant ses services au plus offrant, le Baron travaille désormais pour la Zu Chon Rei qui l'a chargé d'éliminer la future princesse de Jatta. Pour ce faire il a réunis une équipe d'assassins hors du commun et prépare une arme d'un genre nouveau : le Judah.
Maya : Femme extra-terrestre, bras droit du Baron. Semble a priori être une dangereuse combattante.
Jatta : Planète pacifique envahie par la Zu Chon Rei. Quasiment vaincue militairement, elle veut continuer la lutte via son symbole, leur future princesse qu'elle veut protéger à tout prix. 
Zu Chon Rei : Empire guerrier en pleine expansion, la Zu Chon Rei colonise des planètes entières, exterminant toutes résistances et réduisant en esclavage les habitants. Il est actuellement engagé dans la conquête de la planète Jatta dont il cherche actuellement à éliminer le dernier symbole : sa future princesse.  
Bad Company : Équipe de choc de la FLEA, la Bad Company regroupe tous les meilleurs combattants de la police fédérale.

## Réalisation
- Jerry Mail, Soleil :

1. Protection assurée, 2000  (ISBN 2-87764-915-6)[1],[2].
2. A Time to Die, 2006  (ISBN 2-84565-941-5)[3],[4].